# Molí d'en Robert
El Molí d'en Robert és una obra de Maçanet de Cabrenys (Alt Empordà) inclosa a l'Inventari del Patrimoni Arquitectònic de Catalunya.

## Descripció
Molí situat a dos quilòmetres i mig del poble, a l'esquerra de l'Arnera. Del molí tan sols es conserva l'estructura de l'edifici, així com el carcabà amb una volta de canó de carreus, ja que la resta ha estat rehabilitat i transformat en restaurant.